# John Raphael Hagan
John Raphael Hagan (* 26. Februar 1890 in Pittsburgh, Pennsylvania; † 28. September 1946 in Cleveland, Ohio) war ein US-amerikanischer römisch-katholischer Geistlicher und Weihbischof in Cleveland.

## Leben
John Raphael Hagan besuchte die St. Ignatius High School in Cleveland. Nach dem Studium der Philosophie und der Katholischen Theologie am Päpstlichen Nordamerika-Kolleg in Rom empfing er am 7. März 1914 das Sakrament der Priesterweihe. Hagan erwarb an der Rheinischen Friedrich-Wilhelms-Universität Bonn Diplome in den Fächern Katholische Theologie und Bildungswissenschaften sowie einen Ph.D. an der Katholischen Universität von Amerika.
Hagan war zunächst als Seelsorger in den Pfarreien St. Augustine (1914–1916) und St. Patrick in Cleveland (1916–1921) sowie St. Mary in Bedford (1921–1923) tätig, bevor er Verantwortlicher für die katholischen Schulen im Bistum Cleveland wurde. Daneben lehrte er am Priesterseminar des Bistums Cleveland und an der Katholischen Universität von Amerika.
Am 27. April 1947 ernannte ihn Papst Pius XII. zum Titularbischof von Limata und zum Weihbischof in Cleveland. Der Bischof von Cleveland, Edward Francis Hoban, spendete ihm am 28. Mai desselben Jahres in der Kathedrale St. John the Evangelist in Cleveland die Bischofsweihe; Mitkonsekratoren waren der Bischof von Youngstown, James Augustine McFadden, und der Koadjutorbischof von La Crosse, John Patrick Treacy.